# Attagenus grisescens
 Attagenus grisescens es una especie de coleóptero de la familia Dermestidae.

## Distribución geográfica
Habita en Bombay (India).